# ウォール・ストリート (映画)
『ウォール・ストリート』（原題: Wall Street: Money Never Sleeps）は、2010年のアメリカ映画。1987年の映画『ウォール街』の続編であり、前作に続きオリバー・ストーンが再び監督を務めている。

## あらすじ
ゴードン・ゲッコーはインサイダー取引と証券詐欺罪で8年の懲役の後出所した。その7年後、ウォール街で働くジェイコブ・ムーアが勤務する証券会社のKZI社の株が突然急落し破綻する。ジェイコブの恩人で経営者のルイスは自殺し、自社株に投資していたジェイコブも資産を失ってしまう。株価急落の原因は、投資銀行経営者のブレトンが、あらぬ噂を裏で振りまいていたことだと知る。ブレトンは自分の会社が危機だった時代、KZI社のルイスが援助を拒否したことを覚えていた。
ジェイコブは友人とともに大学で開催されていたゴードンの講演会に参加する。会場を出たゴードンをつかまえ、自分がゴードンの娘で、リベラル派寄りの情報を扱うウェブサイトを運営するウィニーと交際していることを明かす。ゴードンは長くウィニーと連絡を取らず、またウィニーは家庭を崩壊させたゴードンのことを強く嫌っていたが、ゴードンはウィニーとの関係修復を願っており、ジェイコブを介して連絡を取り関係を修復することを模索した。
なお、ゴードンも昔ブレトンに取引の情報を漏らされたことで8年もの長い懲役を喰らったと考え、ブレトンのことを嫌っていた。そしてサブプライムローンを発端とする金融市場が近く崩壊することを予期していた。
ジェイコブは恩師の命を奪ったブレトンに市場操作を行うことで復讐を行うが、ブレトンはそれを行ったのはジェイコブだと知り、ジェイコブの実行力を買って自らの会社に招き入れる。ジェイコブはルイスの復讐の為に懐に飛び込んで働くことにしたが、投資方針が合わず、強く推していたベンチャー企業への投資を反故にされる。
そんな中、金融市場崩壊が始まった。状況をなんとかしたいジェイコブがゴードンに相談すると、ウィニー名義の大金がスイスの銀行口座にあることを打ち明けられる。ウィニーを説得してスイスへ飛び、その金を引き出すことに成功するが…

## キャスト
※括弧内は日本語吹替
- ゴードン・ゲッコー（英語版） - マイケル・ダグラス（津嘉山正種）

元大物投資家。様々な罪で服役していた。
- ジェイコブ・ムーア - シャイア・ラブーフ（平川大輔）

金融マン。ブレトンへの復讐を誓う。
- ブレトン・ジェームズ - ジョシュ・ブローリン（菅生隆之）

金融界の黒幕。
- ウィニー・ゲッコー - キャリー・マリガン（斎藤恵理）

ゴードンの娘。
- ジュリー・スタインハルト - イーライ・ウォラック（大塚周夫）

ネットジャーナリスト。
- シルヴィア・ムーア - スーザン・サランドン（一城みゆ希）

ジェイコブの母親。
- ルイス・ゼイベル - フランク・ランジェラ（山野史人）

ゼイベル社の経営者。
- マスターズ - オースティン・ペンドルトン（小島敏彦）

博士。
- オードリー - ヴァネッサ・フェルリト

ジェイコブの同僚。
- 投資家 - オリバー・ストーン（稲葉実）
- バド・フォックス - チャーリー・シーン（カメオ出演）（堀内賢雄）

ゴードンの力で大きく成功を収めた。

## 評価
レビュー・アグリゲーターのRotten Tomatoesでは237件のレビューで支持率は55%、平均点は6.00/10となった。Metacriticでは39件のレビューを基に加重平均値が59/100となった。
ゴードン・ゲッコー役のマイケル・ダグラスは、第68回ゴールデングローブ賞で助演男優賞にノミネートされた。

## その他
- 1987年の『ウォール街』と同様、トーキングヘッズの「ジス・マスト・ビー・ザ・プレイス」が、サウンドトラックに採用されている。
- 2013年9月25日、安倍晋三首相は、ニューヨーク証券取引所での演説において、この映画でのゴードン・ゲッコーのセリフ「Buy my book」をもじり、「Buy my Abenomics」と発言した[5]。